# Haltere la Jocurile Olimpice de vară din 2016 - feminin 75 kg
Proba de haltere categoria 75 de kg feminin de la Jocurile Olimpice de vară din 2016 de la Rio de Janeiro a avut loc la data de 12 august, la Pavilionul 2 al Riocentro.

## Recorduri
Înaintea acestei competiții, recordurile mondiale și olimpice erau următoarele.
| Recorduri mondiale | Smuls   | Natalia Zabolotnaya (RUS) | 135 kg | Belgorod, Rusia        | 17 decembrie 2011  |
| Recorduri mondiale | Aruncat | Kim Un-ju (PRK)           | 164 kg | Incheon, Coreea de Sud | 25 septembrie 2014 |
| Recorduri mondiale | Total   | Natalia Zabolotnaya (RUS) | 296 kg | Belgorod, Rusia        | 17 decembrie 2011  |
| Recorduri olimpice | Smuls   | Natalia Zabolotnaya (RUS) | 131 kg | Londra, Marea Britanie | 3 august 2012      |
| Recorduri olimpice | Aruncat | Svetlana Podobedova (KAZ) | 161 kg | Londra, Marea Britanie | 3 august 2012      |
| Recorduri olimpice | Total   | Natalia Zabolotnaya (RUS) | 291 kg | Londra, Marea Britanie | 3 august 2012      |

## Rezultate
| Loc | Atlet                       | Grupa | Greutatea corpului | Smuls (kg) | Smuls (kg) | Smuls (kg) | Smuls (kg) | Aruncat (kg) | Aruncat (kg) | Aruncat (kg) | Aruncat (kg) | Total |
| Loc | Atlet                       | Grupa | Greutatea corpului | 1          | 2          | 3          | Rezultat   | 1            | 2            | 3            | Rezultat     | Total |
| --- | --------------------------- | ----- | ------------------ | ---------- | ---------- | ---------- | ---------- | ------------ | ------------ | ------------ | ------------ | ----- |
| 1   | Rim Jong-sim (PRK)          | A     | 74.47              | 117        | 121        | 121        | 121        | 145          | 153          | 162          | 153          | 274   |
| 2   | Format:Country data BLRr    | A     | 74.63              | 107        | 112        | 116        | 116        | 136          | 139          | 142          | 142          | 258   |
| 3   | Lidia Valentín (ESP)        | A     | 74.00              | 112        | 116        | 116        | 116        | 135          | 138          | 141          | 141          | 257   |
| 4   | Ubaldina Valoyes (COL)      | A     | 74.28              | 106        | 109        | 111        | 111        | 131          | 136          | 138          | 136          | 247   |
| 5   | Iryna Dekha (UKR)           | A     | 74.89              | 111        | 114        | 116        | 114        | 133          | 138          | 141          | 133          | 247   |
| 6   | Jenny Arthur (USA)          | A     | 74.65              | 103        | 103        | 107        | 107        | 130          | 135          | 141          | 135          | 242   |
| 7   | María Fernanda Valdés (CHI) | B     | 74.66              | 107        | 107        | 107        | 107        | 135          | 142          | 142          | 135          | 242   |
| 8   | Gaëlle Nayo-Ketchanke (FRA) | A     | 73.61              | 102        | 107        | 107        | 102        | 132          | 135          | 140          | 135          | 237   |
| 9   | Alejandra Garza (MEX)       | B     | 74.59              | 98         | 98         | 101        | 98         | 125          | 125          | 126          | 126          | 224   |
| 10  | Sona Poghosyan (ARM)        | B     | 72.52              | 92         | 97         | 100        | 97         | 115          | 122          | 126          | 126          | 223   |
| 11  | Mary Opeloge (SAM)          | B     | 74.56              | 97         | 100        | 102        | 100        | 115          | 117          | 118          | 118          | 218   |
| 12  | Natalia Prișcepa (MDA)      | B     | 73.72              | 93         | 97         | 100        | 97         | 110          | 116          | 123          | 116          | 213   |
| 13  | Assiya Ipek (TUR)           | B     | 69.77              | 80         | 83         | 85         | 83         | 95           | 100          | 103          | 103          | 186   |
| 14  | Samira Ouass (MAR)          | B     | 73.68              | 70         | 75         | 80         | 75         | 90           | 96           | 97           | 97           | 172   |
| –   | Jaqueline Ferreira (BRA)    | A     | 74.89              | 103        | 103        | 103        | –          | N/A          | N/A          | N/A          | N/A          | DNF   |